# Diparopsis castanea
Diparopsis castanea är en fjärilsart som beskrevs av George Francis Hampson 1902. Diparopsis castanea ingår i släktet Diparopsis och familjen nattflyn. Inga underarter finns listade i Catalogue of Life.